# Rue Allard (Schaerbeek)
Pour les articles homonymes, voir Rue Allard.
La rue Allard (en néerlandais : Allardstraat) est une petite rue piétonne bruxelloise de la commune de Schaerbeek qui va de la rue de Brabant à la rue d'Aerschot. Elle prolonge la rue Dupont.

## Histoire et description
Cette rue porte le nom d'un ancien directeur de l'Hôtel des Monnaies, Philippe Joseph Allard, né à Bruxelles en 1805 et décédé à Uccle en 1877.
Bruxelles possède également une rue Ernest Allard et une rue Victor Allard.
La numérotation des habitations va de 1 à 9 pour le côté impair et de 4 à 6 pour le côté pair.